# Conde de Parati

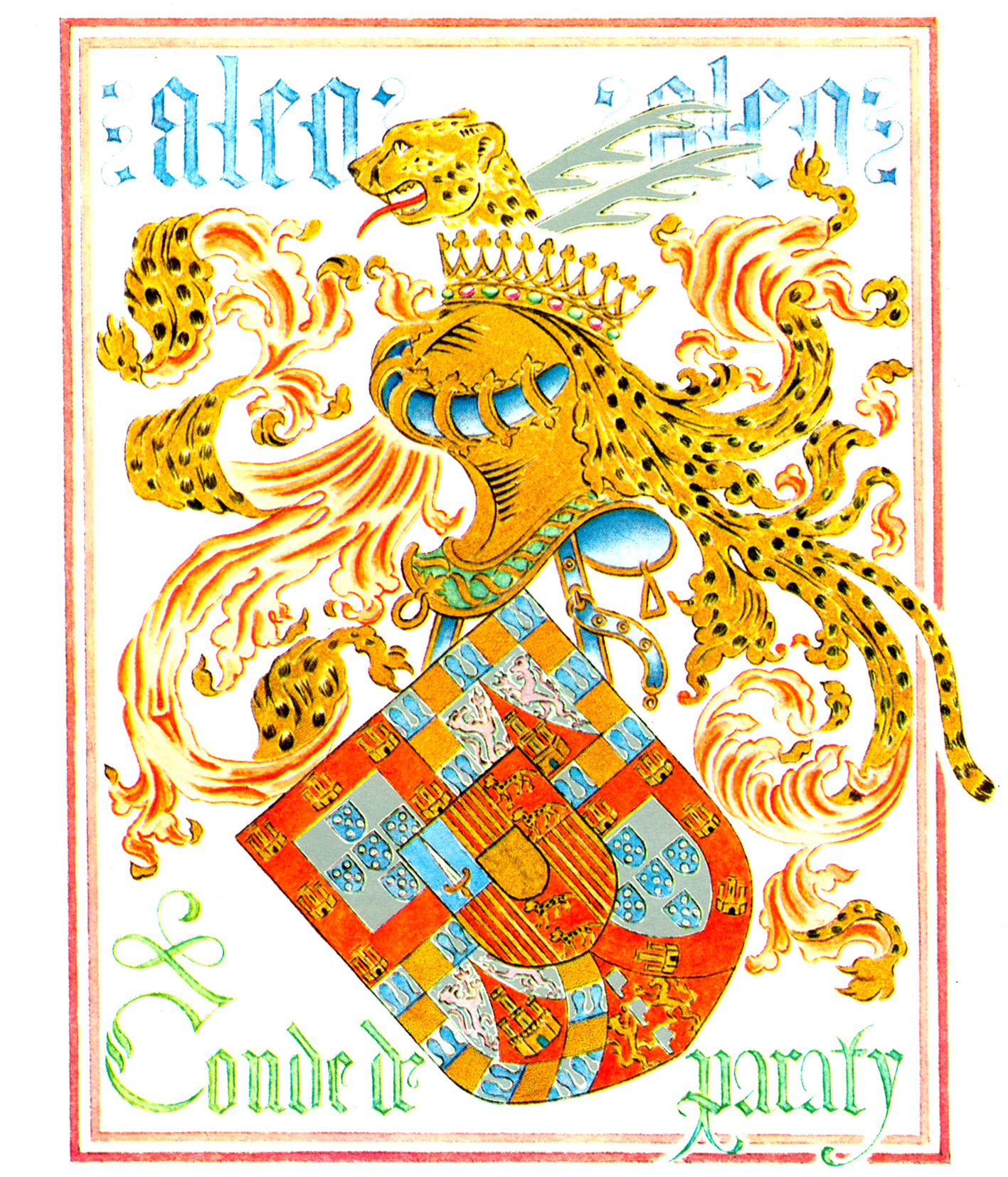
Armas do Conde de Paraty

Conde de Parati foi um título nobiliárquico criado por carta régia datada de 4 de Dezembro de 1813, do príncipe-regente D. João, o futuro D. João VI de Portugal, então governando em nome de sua mãe a rainha D. Maria I de Portugal.
Titulares
1. D. Miguel Rafael António do Carmo de Noronha Abranches Castelo Branco (1784-1849), 1.º conde de Parati — coronel de Cavalaria do Exército Português, par do reino, grã-cruz da Ordem Militar da Torre e Espada, Valor, Lealdade e Mérito, Conselheiro da Fazenda Real e confidente do príncipe-regente D. João, futuro João VI de Portugal; teve uma sesmaria em Paraty e a chamada Quinta de Botafogo, na cidade do Rio de Janeiro.
2. D. João Inácio Francisco de Paula de Noronha (1820-1884), 2.º conde de Parati — oficial-mor da Casa Real e comendador da Ordem de Nossa Senhora da Conceição de Vila Viçosa, grão-mestre da Maçonaria de 30 de Outubro de 1869, data em que se concretizou a unidade dos Orientes, até 1881,[2] e afilhado de baptismo de D. João VI de Portugal e de D. Maria Leopoldina de Áustria.
3. D. Miguel Aleixo António do Carmo de Noronha (1850-1932), 3.º conde de Parati — diplomata e político, autor da obra Portugal e Brasil: conflito diplomático. Breves explicações do Conde de Paraty,; casou com Isabel de Sousa Botelho e foi sogro de Paiva Couceiro.
4. D. Júlia Maria do Carmo de Noronha, condessa de Paraty. Casada com Henrique de Paiva Couceiro.. Sucedeu-lhe o filho Miguel António do Carmo de Noronha de Paiva Couceiro.

Após a Proclamação da República Portuguesa por mercê do chefe da casa real, foi o título sucedido por Miguel António do Carmo de Noronha de Paiva Couceiro (1909-1979), Henrique António do Carmo de Noronha de Paiva Couceiro (1939-1999) e Pedro de Noronha de Paiva Couceiro.